# 만딩카족

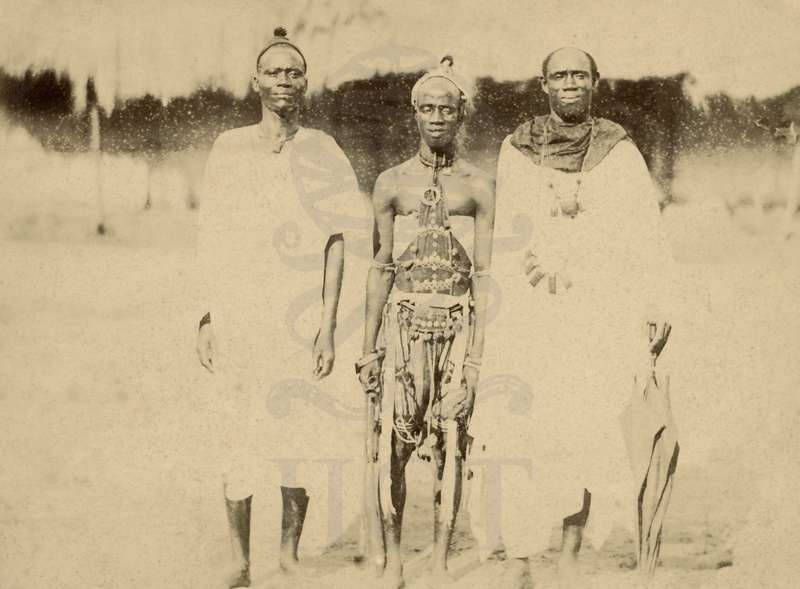

만딩카족(Mandinka) 또는 만딩고족(Mandingo)은 13세기 말리 왕국을 건설한 사람들의 후손으로 서아프리카에 살고 있으며, 인구는 약 1100만 명이다. 말리족이나 말링케족(Malinke)이라고도 한다. 만데계 언어의 일종인 만딩어를 사용하며, 사용하는 방언에 따라 만딩카, 카송케, 마닝카 등 여러 집단으로 나뉘는데, 밤바라족, 줄라족 등 가까운 관계의 만데계 민족까지 만딩카족이라는 분류에 포함하기도 한다. 종교는 과거에는 대부분 전통 아프리카 종교를 숭배했으나, 현재는 99%가 이슬람교를 믿는다.

## 나라별 저명한 인물

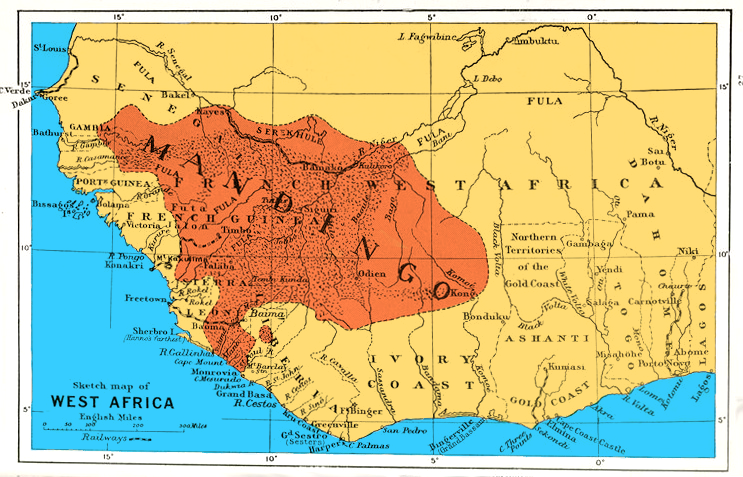
1906년 그려진 만딩카족의 영향권을 나타낸 지도

### 시에라리온
- 아마드 테잔 카바

### 기니
- 아메드 세쿠 투레
- 알파 콩데

### 감비아
- 다우다 자와라
- 아다마 배로

### 말리
- 투마니 디아바테
- 파투마타 디아와라
- 이브라임 부바카르 케이타
- 모디보 케이타
- 살리프 케이타
- 세이두 케이타
- 만사 무사
- 모디보 시디베
- 모하메드 시소코
- 아마두 투마니 투레

### 코트디부아르
- 알라산 우아타라
- 콜로 투레
- 아루나 코네
- 압둘 카데르 케이타
- 바카리 코네
- 야야 투레

### 세네갈
- 술레만 디아와라
- 파피스 시세
- 셰이쿠 쿠야테
- 알리우 시세
- 라민 사네
- 케이타 발데
- 부카리 드라메

### 미국
- 마틴 딜레이니
- 알렉스 헤일리

## 같이 보기
- 젬베
- 만데어파
- 응코 문자